# Golden Globe-galan 1990
Golden Globe-galan 1990 var den 47:e upplagan av Golden Globe Awards som belönade insatser i filmer och TV-produktioner från 1989 och hölls den 20 januari 1990.

## Vinnare och nominerade
Vinnarna listas i fetstil.

### Filmer
| Bästa film – drama - Född den fjärde juli - Do the Right Thing - Döda poeters sällskap - Små och stora brott - Ärans män | Bästa film – musikal eller komedi - På väg med miss Daisy - Den lilla sjöjungfrun - Den vilda jakten på lyckan - När Harry träffade Sally... - Shirley Valentine |
| Bästa manliga huvudroll – drama - Tom Cruise – Född den fjärde juli - Daniel Day-Lewis – Min vänstra fot - Jack Lemmon – Dad - Al Pacino – Sea of Love - Robin Williams – Döda poeters sällskap                                              | Bästa kvinnliga huvudroll – drama - Michelle Pfeiffer – De fantastiska Baker Boys - Sally Field – Blommor av stål - Jessica Lange – Music Box – skuggor ur det förflutna - Andie MacDowell – Sex, lögner och videoband - Liv Ullmann – The Rose Garden |
| Bästa manliga huvudroll – musikal eller komedi - Morgan Freeman – På väg med miss Daisy - Billy Crystal – När Harry träffade Sally... - Michael Douglas – Den vilda jakten på lyckan - Steve Martin – Föräldraskap - Jack Nicholson – Batman | Bästa kvinnliga huvudroll – musikal eller komedi - Jessica Tandy – På väg med miss Daisy - Pauline Collins – Shirley Valentine - Meg Ryan – När Harry träffade Sally... - Meryl Streep – En hon-djävuls liv och lustar - Kathleen Turner – Den vilda jakten på lyckan |
| Bästa manliga biroll - Denzel Washington – Ärans män - Danny Aiello – Do the Right Thing - Marlon Brando – En torr vit årstid - Sean Connery – Indiana Jones och det sista korståget - Ed Harris – Jacknife - Bruce Willis – In Country      | Bästa kvinnliga biroll - Julia Roberts – Blommor av stål - Bridget Fonda – Skandalen - Brenda Fricker – Min vänstra fot - Laura San Giacomo – Sex, lögner och videoband - Dianne Wiest – Föräldraskap |
| Bästa regi - Oliver Stone – Född den fjärde juli - Spike Lee – Do the Right Thing - Rob Reiner – När Harry träffade Sally... - Peter Weir – Döda poeters sällskap - Edward Zwick – Ärans män                                                 | Bästa manus - Född den fjärde juli – Oliver Stone och Ron Kovic - Do the Right Thing – Spike Lee - Döda poeters sällskap – Tom Schulman - När Harry träffade Sally... – Nora Ephron - Sex, lögner och videoband – Steven Soderbergh - Ärans män – Kevin Jarre |
| Bästa filmmusik - Den lilla sjöjungfrun – Alan Menken - De fantastiska Baker Boys – Dave Grusin - Född den fjärde juli – John Williams - Uppgörelsen – Ennio Morricone - Ärans män – James Horner                                            | Bästa sång - "Under the Sea" (Alan Menken och Howard Ashman) – Den lilla sjöjungfrun - "After All" (Tom Snow och Dean Pitchford) – I sjunde himlen - "The Girl Who Used to Be Me" (Marvin Hamlisch, Alan Bergman och Marilyn Bergman) – Shirley Valentine - "I Love to See You Smile" (Randy Newman) – Föräldraskap - "Kiss the Girl" (Alan Menken och Howard Ashman) – Den lilla sjöjungfrun |
| Bästa utländska film - Cinema Paradiso (Italien) - Camille Claudel (Frankrike) - Jesus från Montreal (Kanada) - Svart ängel (Frankrike) - Zivot sa stricem (Jugoslavien)                                                                     | |

### Filmer med flera vinster
| Vinster | Film                  |
| ------- | --------------------- |
| 4       | Född den fjärde juli  |
| 3       | På väg med miss Daisy |
| 2       | Den lilla sjöjungfrun |

### Filmer med flera nomineringar
| Nomineringar | Film                        |
| ------------ | --------------------------- |
| 5            | Född den fjärde juli        |
| 5            | När Harry träffade Sally... |
| 5            | Ärans män                   |
| 4            | Den lilla sjöjungfrun       |
| 4            | Do the Right Thing          |
| 4            | Döda poeters sällskap       |
| 3            | Den vilda jakten på lyckan  |
| 3            | Föräldraskap                |
| 3            | På väg med miss Daisy       |
| 3            | Sex, lögner och videoband   |
| 3            | Shirley Valentine           |
| 2            | Blommor av stål             |
| 2            | De fantastiska Baker Boys   |
| 2            | Min vänstra fot             |

### Television
| Bästa TV-serie – drama - China Beach - In the Heat of the Night - Lagens änglar - Livet runt trettio - Mord och inga visor - Wiseguy                                                                                                 | Bästa TV-serie – musikal eller komedi - Murphy Brown - Designing Women - En härlig tid - Härlige Harry - Pantertanter - Skål |
| Bästa miniserie eller TV-film - Den långa färden - Ett val för livet - I Know My First Name Is Steven - Jag är alkoholist - Offerlamm                                                                                                | |
| Bästa manliga huvudroll i en TV-serie – drama - Ken Wahl – Wiseguy - Corbin Bernsen – Lagens änglar - Harry Hamlin – Lagens änglar - Carroll O'Connor – In the Heat of the Night - Ken Olin – Livet runt trettio                     | Bästa kvinnliga huvudroll i en TV-serie – drama - Angela Lansbury – Mord och inga visor - Dana Delany – China Beach - Susan Dey – Lagens änglar - Jill Eikenberry – Lagens änglar - Mel Harris – Livet runt trettio                     |
| Bästa manliga huvudroll i en TV-serie – musikal eller komedi - Ted Danson – Skål - John Goodman – Roseanne - Judd Hirsch – Dear John - Richard Mulligan – Härlige Harry - Fred Savage – En härlig tid                                | Bästa kvinnliga huvudroll i en TV-serie – musikal eller komedi - Jamie Lee Curtis – Anything But Love - Kirstie Alley – Skål - Stephanie Beacham – Sister Kate - Candice Bergen – Murphy Brown - Tracey Ullman – The Tracey Ullman Show |
| Bästa manliga huvudroll i en miniserie eller TV-film - Robert Duvall – Den långa färden - John Gielgud – Krig och hågkomst - Ben Kingsley – Mördarna mitt ibland oss - Lane Smith – The Final Days - James Woods – Jag är alkoholist | Bästa kvinnliga huvudroll i en miniserie eller TV-film - Christine Lahti – No Place Like Home - Farrah Fawcett – Offerlamm - Holly Hunter – Ett val för livet - Jane Seymour – Krig och hågkomst - Loretta Young – Lady in the Corner   |
| Bästa manliga biroll i en TV-serie, miniserie eller TV-film - Dean Stockwell – Quantum Leap - Chris Burke – Life Goes On - Larry Drake – Lagens änglar - Tommy Lee Jones – Den långa färden - Michael Tucker – Lagens änglar         | Bästa kvinnliga biroll i en TV-serie, miniserie eller TV-film - Amy Madigan – Ett val för livet - Anjelica Huston – Den långa färden - Rhea Perlman – Skål - Susan Ruttan – Lagens änglar - Julie Sommars – Matlock                     |

### Serier med flera vinster
| Vinster | Serie            |
| ------- | ---------------- |
| 2       | Den långa färden |

### Serier med flera nomineringar
| Nomineringar | Serie                    |
| ------------ | ------------------------ |
| 8            | Lagens änglar            |
| 4            | Den långa färden         |
| 4            | Skål                     |
| 3            | Ett val för livet        |
| 3            | Livet runt trettio       |
| 2            | China Beach              |
| 2            | En härlig tid            |
| 2            | Härlige Harry            |
| 2            | In the Heat of the Night |
| 2            | Jag är alkoholist        |
| 2            | Krig och hågkomst        |
| 2            | Mord och inga visor      |
| 2            | Murphy Brown             |
| 2            | Offerlamm                |
| 2            | Wiseguy                  |

### Cecil B. DeMille Award
- Audrey Hepburn

### Miss Golden Globe
- Kat Kramer